# Giacomo Cantelmo
Giacomo Cantelmo (Nápoles, 13 de junho de 1645 - Nápoles, 11 de dezembro de 1702) foi um cardeal italiano do século XVII.

## Biografia
Nasceu em Nápoles em 13 de junho de 1645. Filho de Filippo Cantelmo, duque de Popoli e príncipe de Pettorano, e Beatrice Brancia, duquesa de Padula. Seu sobrenome também está listado como Cantelmi; e como Cantelmo Stuart porque era parente do rei Jaime II da Inglaterra.
Ele estudou latim, grego e hebraico e tornou-se um especialista nessas línguas; frequentou a Universidade La Sapienza, Roma; Universidade de Bolonha, Bolonha.
Ele entrou no estado eclesiástico em uma idade jovem. Prelado romano no pontificado do Papa Clemente X. Nomeado abade commendatario de S. Antonio di Viena, Nápoles, pelo Papa Inocêncio XI. Inquisidor em Malta, 4 de junho de 1678. Referendário dos Tribunais da Assinatura Apostólica da Justiça e da Graça.
Eleito arcebispo titular de Cesareia, 27 de setembro de 1683. Consagrado em 3 de outubro de 1683, igreja de S. Andrea della Valle, Roma, pelo cardeal Carlos Pio de Saboia, bispo de Sabina, auxiliado por Giuseppe Bologna, ex-arcebispo de Benevento, e por Gregorio Giuseppe Gaetani, arcebispo titular de Neocaesarea. Na mesma cerimônia foi consagrado Francesco Pignatelli, C.R., arcebispo de Taranto, futuro cardeal. Núncio em Veneza, 1683. Núncio na Suíça, 18 de abril de 1685 até 10 de dezembro de 1687. Núncio extraordinário na Polônia, 23 de outubro de 1688. Núncio extraordinário na Áustria, 15 de outubro de 1689; voltou a Roma e nesse mesmo ano tornou-se secretário da SC dos Bispos e Religiosos.
Criado cardeal sacerdote no consistório de 13 de fevereiro de 1690; recebeu o chapéu vermelho em 6 de março de 1690; e o título de Ss. Marcellino e Pietro, 10 de abril de 1690. Nomeado núncio extraordinário na Dieta de Augsburgo para a eleição do novo Rei dos Romanos, em 23 de fevereiro de 1690; na mesma qualidade compareceu à coroação de José da Áustria, o rei recém-eleito. Legado em Urbino, 10 de abril de 1690. Transferido para a sede metropolitana de Cápua, 27 de setembro de 1690; recebeu o pálio, em 11 de dezembro de 1690. Participou do conclave de 1691, que elegeu o Papa Inocêncio XII. Transferido para a sede metropolitana de Nápoles, em 23 de julho de 1691; recebeu o pálio, 8 de agosto de 1691. Celebrou um sínodo diocesano em Pentecostes de 1694. Convocou e celebrou um concílio provincial; o concílio foi aberto em 7 de junho de 1699 com a participação de treze bispos. Camerlengo do Sagrado Colégio dos Cardeais, de 3 de fevereiro de 1700 a 23 de janeiro de 1702. Participou do conclave de 1700, que elegeu o Papa Clemente XI.
Morreu em Nápoles em 11 de dezembro de 1702, às 22h. Exposto e sepultado na catedral metropolitana de Nápoles, no túmulo que o Papa Inocêncio XII preparou para si enquanto arcebispo daquela sé.